# Kira Rudyk

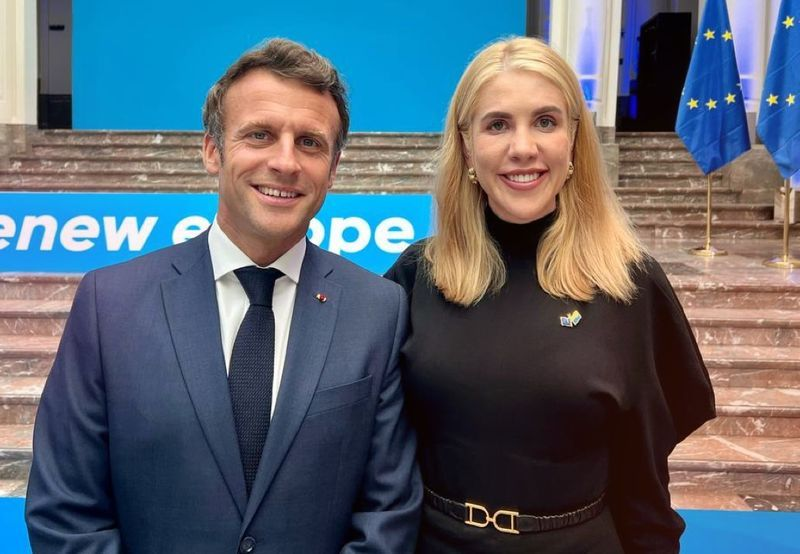
Emmanuel Macron i Kira Rudyk (2022)

Kira Ołeksandriwna Rudyk, ukr. Кіра Олександрівна Рудик (ur. 14 października 1985 w Użhorodzie) – ukraińska menedżer i polityk, parlamentarzystka, przewodnicząca partii Głos.

## Życiorys
W 2008 ukończyła studia na kierunku systemy i technologie informacyjne na wydziale informatyki Akademii Kijowsko-Mohylańskiej.
Pracowała w różnych przedsiębiorstwach informatycznych na Ukrainie i w USA, zajmując stanowiska od testerki do menedżerki. W 2005 rozpoczęła karierę w branży IT jako testerka oprogramowania w Software MacKiev na Ukrainie, a w 2007 w TAIN. W 2010 została zatrudniona na stanowisku kierowniczym w nowojorskiej firmie MiMedia, a od 2013 była zatrudniona w Tech Team Lab.
W 2016 objęła stanowisko dyrektora wykonawczego w ukraińskim oddziale firmy Ring zajmującej się systemami zabezpieczeń domów, która w 2018 została przejęta przez Amazona.
Przed wyborami z 2019 dołączyła do nowego ukraińskiego ugrupowania Głos. W wyborach tych uzyskała mandat posłanki do Rady Najwyższej IX kadencji. W marcu 2020, po ustąpieniu dotychczasowego lidera partii Swiatosława Wakarczuka, została wybrana na nową przewodniczącą Głosu. Została również wiceprzewodniczącą europejskiej partii politycznej ALDE.

## Wyróżnienia
Umieszczana w różnych tworzonych przez media rankingach, znalazła się wśród 100 kobiet sukcesu Ukrainy magazynu „NW”, 100 najbardziej wpływowych kobiet na Ukrainie magazynu „Fokus”, 100 obiecujących ukraińskich polityków portalu Gazeta.ua.
W 2022 inicjatywa The Alliance Of Her wyróżniła ją nagrodą „Women in Politics Champion of the Year”.